# Koerol (soort)
De koerol (Leptosomus discolor) is een vogel uit de familie Leptosomidae (Koerol). De wetenschappelijke naam van de soort is voor het eerst geldig gepubliceerd in 1783 door Hermann.

## Kenmerken
Het verenkleed van deze 43 cm lange vogel heeft een metaalachtige kleur. Beide geslachten zijn verschillend bevederd. Het mannetje heeft een metaalgroene bovenzijde en een egaal grijze tot witte onderzijde, terwijl de bovenzijde bij het wijfje roestbruin is met een koperachtige glans en de onderzijde zwart gestreept.

## Verspreiding en leefgebied
De soort komt voor op de Comoren, Madagaskar en Mayotte en telt 3 ondersoorten:
- L. d. gracilis: Grande Comore (Comoren).
- L. d. intermedius: Anjouan (Comoren).
- L. d. discolor: Mayotte en Mohéli (Comoren) en Madagaskar.